# (23111) Fritzperls
(23111) Fritzperls ist ein Asteroid des Hauptgürtels, der am 2. Januar 2000 vom US-amerikanischen Amateurastronomen Charles W. Juels am Fountain-Hills-Observatorium (IAU-Code 678) in Arizona entdeckt wurde.
Der Asteroid wurde am 4. August 2001 nach dem deutschen Psychiater und Psychotherapeuten Fritz Perls (1893–1970) benannt, der als einer der maßgeblichen Begründer der Gestalttherapie gilt.